# IIHF Continental Cup 2012/2013
IIHF Continental Cup 2012/2013 var en europeisk ishockeyturnering som spelades under 2012 och 2013 mellan lag från olika europeiska länder.

## Första omgången
Den första omgången bestod av en grupp med fyra lag, Grupp A. Matcherna spelades 28 till 30 september 2012 i Miercurea Ciuc, Rumänien.

### Grupp A
| Plac. | Lag                | M | V | ÖV | ÖF | F | GM | IM | MSK | Poäng |
| ----- | ------------------ | - | - | -- | -- | - | -- | -- | --- | ----- |
| 1     | HSC Csikszereda    | 3 | 3 | 0  | 0  | 0 | 36 | 0  | +36 | 9     |
| 2     | Başkent Yıldızları | 3 | 2 | 0  | 0  | 1 | 19 | 17 | +2  | 6     |
| 3     | HK Vitez           | 3 | 1 | 0  | 0  | 2 | 16 | 12 | +4  | 3     |
| 4     | Maccabi Metulla    | 3 | 0 | 0  | 0  | 3 | 1  | 43 | –42 | 0     |

## Andra omgången
Den andra omgången bestod av två grupper om fyra lag, Grupp B och Grupp C. Matcherna spelas 19 till 21 oktober 2012 i Landshut, Tyskland (grupp B) samt i Vasa, Finland (grupp C).

### Grupp B
| Plac. | Lag                | M | V | ÖV | ÖF | F | GM | IM | MSK | Poäng |
| ----- | ------------------ | - | - | -- | -- | - | -- | -- | --- | ----- |
| 1     | Landshut Cannibals | 3 | 3 | 0  | 0  | 0 | 13 | 3  | +10 | 9     |
| 2     | Belfast Giants     | 3 | 2 | 0  | 0  | 1 | 16 | 8  | +8  | 6     |
| 3     | Geleen Eaters      | 3 | 1 | 0  | 0  | 2 | 6  | 17 | –11 | 3     |
| 4     | HSC Csikszereda    | 3 | 0 | 0  | 0  | 3 | 2  | 9  | –7  | 0     |

### Grupp C
| Plac. | Lag                   | M | V | ÖV | ÖF | F | GM | IM | MSK | Poäng |
| ----- | --------------------- | - | - | -- | -- | - | -- | -- | --- | ----- |
| 1     | HK Beibarys Atyrau    | 3 | 3 | 0  | 0  | 0 | 14 | 7  | +7  | 9     |
| 2     | Vasa Sport            | 3 | 1 | 1  | 0  | 1 | 19 | 9  | +10 | 5     |
| 3     | HK Liepājas Metalurgs | 3 | 1 | 0  | 1  | 1 | 13 | 13 | +0  | 4     |
| 4     | Miskolci Jegesmedvék  | 3 | 0 | 0  | 0  | 3 | 5  | 22 | –17 | 0     |

## Tredje omgången
Den tredje omgången bestod av två grupper om fyra lag, Grupp D och Grupp E. Matcherna spelades 23 till 25 november 2012. Grupp D spelades i Bolzano, Italien och grupp E i Stavanger Norge.

### Grupp D
| Plac. | Lag                 | M | V | ÖV | ÖF | F | GM | IM | MSK | Poäng |
| ----- | ------------------- | - | - | -- | -- | - | -- | -- | --- | ----- |
| 1     | Bolzano-Bozen Foxes | 3 | 2 | 1  | 0  | 0 | 8  | 4  | +4  | 8     |
| 2     | Toros Neftekamsk    | 3 | 2 | 0  | 1  | 0 | 7  | 5  | +2  | 7     |
| 3     | Herning Blue Fox    | 3 | 1 | 0  | 0  | 2 | 7  | 6  | +1  | 3     |
| 4     | Landshut Cannibals  | 3 | 0 | 0  | 0  | 3 | 1  | 8  | –7  | 0     |

### Grupp E
| Plac. | Lag                | M | V | ÖV | ÖF | F | GM | IM | MSK | Poäng |
| ----- | ------------------ | - | - | -- | -- | - | -- | -- | --- | ----- |
| 1     | Metallurg Zhlobin  | 3 | 2 | 1  | 0  | 0 | 12 | 6  | +6  | 8     |
| 2     | Stavanger Oilers   | 3 | 1 | 1  | 1  | 0 | 13 | 10 | +3  | 6     |
| 3     | HK Beibarys Atyrau | 3 | 1 | 0  | 1  | 1 | 7  | 7  | +0  | 4     |
| 4     | KH Sanok           | 3 | 0 | 0  | 0  | 3 | 8  | 17 | –9  | 0     |

## Superfinal
IIHF Continental Cup Super Final, den sista och avgörande omgången, spelas i Donetsk i Ukraina den 11 till 13 januari 2013. Finalspelet spelades som ett gruppspel med fyra lag där vinnaren av gruppspelet blev mästare.

### Grupp F
| Plac. | Lag                 | M | V | ÖV | ÖF | F | GM | IM | MSK | Poäng |
| ----- | ------------------- | - | - | -- | -- | - | -- | -- | --- | ----- |
| 1     | HC Donbass          | 3 | 3 | 0  | 0  | 0 | 11 | 1  | +10 | 9     |
| 2     | Metallurg Zhlobin   | 3 | 2 | 0  | 0  | 1 | 4  | 2  | +2  | 6     |
| 3     | Dragons de Rouen    | 3 | 1 | 0  | 0  | 2 | 8  | 11 | –3  | 3     |
| 4     | Bolzano-Bozen Foxes | 3 | 0 | 0  | 0  | 3 | 1  | 10 | –9  | 0     |